# Nabal
Nabal (hebr. נבל) – postać biblijna ze Starego Testamentu, pierwszy mąż Abigail, Kalebita. Był mieszkańcem miasta Maon, z posiadłością w Karmelu. Miał niespotykanie duże jak na tamte czasy stada, liczące 3000 owiec i 1000 kóz. Żył w XI w. p.n.e.

## Sprawa z Dawidem
Dawid ze swymi ludźmi uciekł z Chorsza na pustynię Maon szukając schronienia przed Saulem. Przebywali między nimi pasterze Nabala, którym pomagali pilnować stad i nie ukradli ani jednego zwierzęcia. Gdy później wyruszyli na pustynię Paran, był pora strzyżenia owiec. Stamtąd Dawid wysłał dziesięciu młodzieńców do Nabala z pozdrowieniem i prośbą o żywność. Kalebita nie znał Dawida, więc odmówił pomocy. W akcie zemsty ten drugi wraz z czterystoma ludźmi zorganizował wyprawę w celu zabicia Nabala, jego rodziny i wszystkich sług. Zawiadomiono o tym Abigail, która natychmiast wyruszyła naprzeciw Dawida. Dała mu wtedy duże zapasy jedzenia, którymi wcześniej objuczyła osły i przekonała go, by nie mścił się na jej mężu. Tymczasem Nabal upił się winem na uczcie w domu. Gdy rano wytrzeźwiał, żona opowiedziała mu o zamiarach Dawida przeciwko niemu. W tym momencie "Serce jego zamarło, a on stał się jak kamień".

## Śmierć
Biblia podaje, że około 10 dni po tych wydarzeniach "Pan poraził Nabala tak, że umarł" (1 Sm 25, 38). Można się domyślać, że w tych słowach chodzi o nagłą śmierć, np. z powodu zawału serca itp.